# Formacja Tendaguru
Formacja Tendaguru – bogata w skamieniałości formacja geologiczna w Tanzanii. Uznaje się ją za najbogatszą z górnojurajskich warstw Afryki. Rekonstrukcje kontynentalne wskazują, że w epoce jury późnej tereny te leżały na półkuli południowej. Tendaguru przypomina formację Morrisona, jeśli nie brać pod uwagę morskich osadów tej ostatniej. Fauna dinozaurów obu formacji jest podobna. Występują odpowiadające sobie rodzaje: tendagurskiemu Giraffatitan odpowiada morrisoński brachiozaur, tendagurskiemu kentrozaurowi – stegozaur.

## Wykopaliska
Osady, dziś określane jako należące do formacji Tendaguru, odkryto jako źródło skamieniałości w 1906, gdy niemiecki aptekarz, chemik analityk i inżynier górnictwa Bernhard Wilhelm Sattler, podróżując w kierunku kopalni na południe od rzeki Mbemkure płynącej w Niemieckiej Afryce Wschodniej (obecnie tereny te leżą w Tanzanii), zauważył olbrzymie kości w wietrzejącej skale przy ścieżce nieopodal podnóży wzgórza. Z powodu swego ukształtowania wzgórze to nosiło lokalną nazwę stromego wzgórza, czyli "tendaguru" w języku miejscowej ludności Wamwera. Sattler zaraportował odkrycie, co doszło do niemieckiego paleontologa Eberharda Fraasa. Podróżując przez Afrykę, odwiedził on rzeczone miejsce w 1907 i dzięki pomocy Sattlera odkrył dwa niekompletne szkielety ogromnej wielkości. Materiał przetransportowano do Stuttgartu, gdzie pracował Fraas. Naukowiec opisał dwa nowe gatunki, które umieścił w słabo poznanym rodzaju gigantozaur, nazwywając je Gigantosaurus robustus i G. africanus. Oba gatunki przeniesiono później do innych rodzajów, określa się je dzisiaj jako Janenschia robusta i Barosaurus africanus.

### Ekspedycje niemieckie
Muzeum Historii Naturalnej w Berlinie prowadziło wykopaliska na wzgórzu Tendaguru i w okolicy przez cztery lata. Od 1909 do 1911 Werner Janensch, kierujący wyprawą, i Edwin Hennig, asystent, natomiast Hans Reck i jego małżonka Ina Reck w 1912 dowodzili ekspedycją. Spośród Europejczyków udział brał także Hans von Staff. Podczas pór deszczowych naukowcy badali geologię Niemieckiej Afryki Wschodniej podczas długich safari.

## Fauna kręgowców
W formacji odkryto prawdopodobnie jaja dinozaurów.

### Ssaki
| ssaki z formacji Tendaguru | ssaki z formacji Tendaguru | ssaki z formacji Tendaguru | ssaki z formacji Tendaguru | ssaki z formacji Tendaguru                                 | ssaki z formacji Tendaguru | ssaki z formacji Tendaguru |  |
| Rodzaj                     | Gatunki                    | Miejsce                    | Stratygrafia               | Materiał                                                   | Uwagi                      | Grafiki                    |  |
| -------------------------- | -------------------------- | -------------------------- | -------------------------- | ---------------------------------------------------------- | -------------------------- | -------------------------- |  |
| Allostaffia                | A. aenigmatica             | - Tanzania.                |                            | 3 izolowane trzonowce.                                     |                            |                            |  |
| Brancatherulum             | B. tendagurense            | - Tanzania.                |                            | kość zębowa bez zębów                                      |                            |                            |  |
| Tendagurodon               | T. janenschi               | - Tanzania.                |                            | Pojedyczy ząb                                              |                            |                            |  |
| Tendagurutherium           | T. dietrichi               | - Tanzania.                |                            | Niekompletna kość zębowa z uszkodzonym ostatnym trzonowcem |                            |                            |  |

### Dinozaury ptasiomiedniczne
| Dinozaury ptasiomiedniczne z Formacji Tendaguru | Dinozaury ptasiomiedniczne z Formacji Tendaguru | Dinozaury ptasiomiedniczne z Formacji Tendaguru | Dinozaury ptasiomiedniczne z Formacji Tendaguru | Dinozaury ptasiomiedniczne z Formacji Tendaguru                                                                                                   | Dinozaury ptasiomiedniczne z Formacji Tendaguru | Dinozaury ptasiomiedniczne z Formacji Tendaguru |
| Rodzaj                                          | Gatunki                                         | Miejsce                                         | Stratygrafia                                    | Materiał | Uwagi                                           | Grafiki                                         |
| ----------------------------------------------- | ----------------------------------------------- | ----------------------------------------------- | ----------------------------------------------- | --- | ----------------------------------------------- | ----------------------------------------------- |
| Dysalotosaurus                                  | D. lettowvorbecki                               | - Mkoawa Mtwara, Tanzania                       |                                                 | "Duża ilość w większości niepołączonych szczątków czaszki i szkielru pozaczaszkowego"                                                             |                                                 |                                                 |
| Kentrosaurus                                    | K. aethiopicus                                  | - Mkoawa Mtwara, Tanzania                       |                                                 | 2 zmontowane szkielety, 4 mózgoczaszki, 4 kości krzyżowych, ponad 17 kości udowych, około 25 izolowanych elementów; osobniki młodociane i dorosłe |                                                 |                                                 |

### Pterozaury
| Pterozaury z Formacji Tendaguru  | Pterozaury z Formacji Tendaguru | Pterozaury z Formacji Tendaguru | Pterozaury z Formacji Tendaguru | Pterozaury z Formacji Tendaguru      | Pterozaury z Formacji Tendaguru                 | Pterozaury z Formacji Tendaguru |
| Rodzaj                           | Gatunki                         | Miejsce                         | Stratygrafia                    | Materiał                             | Uwagi                                           | Grafiki                         |
| -------------------------------- | ------------------------------- | ------------------------------- | ------------------------------- | ------------------------------------ | ----------------------------------------------- | ------------------------------- |
| Nieznany Archaeopterodactyloidea |                                 | - Mkoawa Mtwara, Tanzania       |                                 | kość ramienna                        |                                                 |                                 |
| Nieznany azdarch                 |                                 | - Mkoawa Mtwara, Tanzania       |                                 |                                      |                                                 |                                 |
| Nieznany Dsungaripteroidea       |                                 |                                 |                                 | kość ramienna                        |                                                 |                                 |
| Pterodactylus                    | P. maximus                      | - Mkoawa Mtwara, Tanzania.      |                                 |                                      | później uznany za nieznanego pterodaktyla.      |                                 |
| Pterodactylus                    | P. brancai                      | - Mkoawa Mtwara, Tanzania.      |                                 |                                      | później uznany za nieznanego Dsungaripteroidea  |                                 |
| Pterodactylus                    | P. arningi                      | - Mkoawa Mtwara, Tanzania       |                                 |                                      | później uznany za nieznanego pterozaura         |                                 |
| Rhamphorhynchus                  | R. tendagurensis                | - Mkoawa Mtwara, Tanzania.      |                                 |                                      | później uznany za nieznanego Rhamphorhynchoidea |                                 |
| Tendaguripterus                  | T. recki                        | - Mkoawa Mtwara, Tanzania       |                                 | Niekompletna kość szczękowa z zębami |                                                 |                                 |

### Zauropody
| Zauropody z Formacji Tendaguru | Zauropody z Formacji Tendaguru | Zauropody z Formacji Tendaguru | Zauropody z Formacji Tendaguru | Zauropody z Formacji Tendaguru                                                                                   | Zauropody z Formacji Tendaguru | Zauropody z Formacji Tendaguru |
| Rodzaj                         | Gatunki                        | Miejsce                        | Stratygrafia                   | Materiał | Uwagi | Grafiki                        |
| ------------------------------ | ------------------------------ | ------------------------------ | ------------------------------ | --- | --- | ------------------------------ |
| Australodocus                  | A. bohetii                     | - Tanzania.                    |                                | 2 kręgi szyjne                                                                                                   | |                                |
| Barosaurus                     | B. gracilis                    | - Mkoawa Mtwara, Tanzania      |                                | | |                                |
| Brachiosaurus                  | B. brancai                     | - Mkoawa Mtwara, Tanzania.     |                                | "5 niekompletnych szkieletów, ponad 3 czaszki i izolowane fragmenty kończyn                                      | B. brancai różni się od gatunku typowego brachiozaura B. altithorax do tego stopnia, że przeniesiono go do oddzielnego rodzaju Giraffatitan                                                                                  |                                |
| Brachiosaurus                  | B. fraasi                      |                                |                                | | Szczątki przypisane B. fraasi przeniesiono potem do B. brancai, a w końcu do Giraffatitan. |                                |
| Dicraeosaurus                  | D. hansemanni                  | - Mkoawa Mtwara, Tanzania      |                                | Szkielet z brakującymi czaszką i przednimi kończynami, 2 szkielty niekompletne, izolowane kręgi i części kończyn | |                                |
| Dicraeosaurus                  | D. sattleri                    | - Mkoawa Mtwara, Tanzania      |                                | 2 niekompletne szkeielty bez czszek, izolowane części pozaczaszkowe                                              | |                                |
| Giraffatitan                   | G. brancai                     | - Mkoawa Mtwara, Tanzania      |                                | | Nowy rodzaj Giraffatitan stworzono dla wcześniejszego gatunku brachiozaura, Brachiosaurus brancai, po doszukanie się przez specjalistów różnic pomiędzy nim a gatunkiem typowym B. altithorax uzasadniających reklasyfikację |                                |
| Janenschia                     | J. robusta                     | - Mkoawa Mtwara, Tanzania      |                                | Kości kończyn przednich i tylnych, kość łonowa, dwie kości kulszowe                                              | |                                |
| Tendaguria                     | T. tanzaniensis                | - Mkoawa Mtwara, Tanzania      |                                | 2 połączone kręgi grzbietowe                                                                                     | |                                |
| Tornieria                      | T. africanus                   | - Mkoawa Mtwara, Tanzania      |                                | Ponad 3 niekompletne szkielety, kilka fragmentów czaszki, liczne izolowane elementy pozaczaszkowe                | |                                |
| Wamweracaudia                  | W. keranjei                    |                                |                                | Kręgi ogonowe.                                                                                                   | |                                |
| "Archbishop"                   |                                |                                |                                | | |                                |

### Teropody
| Teropody z Formacji Tendaguru                                                                             | Teropody z Formacji Tendaguru | Teropody z Formacji Tendaguru | Teropody z Formacji Tendaguru | Teropody z Formacji Tendaguru                                                                  | Teropody z Formacji Tendaguru | Teropody z Formacji Tendaguru |
| Rodzaj | Gatunki                       | Miejsce                       | Stratygrafia                  | Materiał                                                                                       | Uwagi | Grafiki                       |
| --- | ----------------------------- | ----------------------------- | ----------------------------- | ---------------------------------------------------------------------------------------------- | --- | ----------------------------- |
| ?Allosaurus                                                                                               | ?A. tendagurensis             | - Mkoawa Mtwara, Tanzania     |                               | piszczel                                                                                       | Bazalny przedstawiciel Tetanurae o niepewnej pozycji filogenetycznej. |                               |
| Ceratosaurus?                                                                                             | C.(?) roechlingi              | - Mkoawa Mtwara, Tanzania     |                               | trzon kręgu ogonowego                                                                          | Prawdopodobnie przedstawiciel rodziny Ceratosauridae. |                               |
| Ceratosaurus?                                                                                             | nieokreślone                  | - Mkoawa Mtwara, Tanzania     |                               |                                                                                                | |                               |
| Elaphrosaurus                                                                                             | E. bambergi                   | - Mkoawa Mtwara, Tanzania     |                               | Szkielet pozaczaszkowy                                                                         | |                               |
| Labrosaurus                                                                                               | L. stechowi                   | - Mkoawa Mtwara, Tanzania.    |                               | Izolowane zęby                                                                                 | później uznany za nieznany gatunek Ceratosaurus |                               |
| Megalosaurus?                                                                                             | M.(?) ingens                  | - Mkoawa Mtwara, Tanzania     |                               | Ząb                                                                                            | Możliwy przedstawiciel rodziny Carcharodontosauridae. |                               |
| Veterupristisaurus                                                                                        | V. milneri                    |                               |                               | Trzy kręgi ogonowe                                                                             | |                               |
| Możliwy przedstawiciel Abelisauridae niezaliczony do żadnego rodzaju                                      |                               |                               |                               | Dwie kości piszczelowe, kość udowa                                                             | |                               |
| Niewielki przedstawiciel Abelisauroidea niezaliczony do żadnego rodzaju                                   |                               |                               |                               | Dwie kości piszczelowe                                                                         | |                               |
| Przedstawiciel Megalosauroidea niezaliczony do żadnego rodzaju                                            |                               |                               |                               | Kość strzałkowa, kość skokowa                                                                  | Skamieniałości tego teropoda pierwotnie były uznawane za kości przedstawiciela gatunku Ceratosaurus? roechlingi.                                                                           |                               |
| Przedstawiciel lub przedstawiciele Tetanurae niezaliczeni do żadnego rodzaju, nienależący do celurozaurów |                               |                               |                               | Trzy kręgi grzbietowe, cztery kręgi ogonowe, kość biodrowa, dwie kości udowe, kość piszczelowa | W ocenie Rauhuta (2011) co najmniej kości udowe i kość piszczelowa są skamieniałościami przedstawiciela lub przedstawicieli odrębnego od Allosaurus(?) tendagurensis taksonu lub taksonów. |                               |